# Kaasplank
Een kaasplank of kaasplankje kan meerdere zaken betekenen:
- een snijplank waarop kaas wordt gesneden. Hoewel het woord plank naar hout verwijst, is een kaasplank niet altijd van hout gemaakt. Eerder gebruikt men om hygiënische redenen afwasbare en hardere materialen zoals glas, aardewerk, harde kunststof, marmer, roestvast staal. Als er toch hout gebruikt wordt, is het meestal een harde soort zoals beuken- of wortelhout.
- een plateau van roestvast staal (vroeger: altijd van slecht reinigbaar vurenhout) waarop een aantal kazen liggen te rijpen in "kaaspakhuizen".
- een schotel waarop verschillende kazen zijn geschikt. In de traditionele Franse keuken ("plat de fromages") is het een afsluiter van een uitgebreide maaltijd, geserveerd voor het zoete dessert. Dit heeft ermee te maken dat bij kaas nog wijn kan worden gedronken, en dit na een zoet dessert niet gebruikelijk is, omdat daarbij de wijn niet meer goed gedronken zou kunnen worden. Meer in het bijzonder kan bij het kaasplankje port worden gedronken. Ook wordt het kaasplateau wel in plaats van een zoet dessert geserveerd. Het is meestal een gevarieerd aanbod van harde en zachte kazen en van milde en pittige kazen. Een kaasplateau bevat minimaal drie verschillende kazen en kan worden aangekleed met bijvoorbeeld toast, crackers, druiven, jam of noten. Om de smaak te bevorderen worden de kazen vaak enige tijd voor het serveren uit de koelkast genomen. In restaurants kan men soms een eigen kaasplank samenstellen: er worden dan (veel) meer kazen gepresenteerd, waar men er enkele uit kan kiezen. De volgorde waarop de kazen gegeten wordt is in de regel van licht naar pittig. Bijvoorbeeld: geitenkaas, brie, harde kaas, roodschimmelkaas, blauwschimmelkaas. Deze van origine Franse traditie van een kaasplank aan het einde van de maaltijd heeft ook in andere landen ingang gevonden.
- de bordjes waarmee tussen 1988 en 2000 in Nederland werd aangegeven dat op een autosnelwegvak een maximumsnelheid van 100 kilometer per uur geldt, in plaats van de toen geldende landelijke maximumsnelheid van 120 km/u. De bedoelde bordjes waren geel, vandaar de associatie met kaas.